# Lill-Fageråstjärnen
Lill-Fageråstjärnen är en sjö i Bräcke kommun i Jämtland och ingår i Ljungans huvudavrinningsområde.